# Johannes Kammler
Johannes Kammler (* 1988 in Augsburg) ist ein deutscher Opern-, Konzert- und Liedsänger in der Stimmlage Bariton.

## Biografie
Johannes Kammler wirkte bei den von seinem Vater Reinhard Kammler geleiteten Augsburger Domsingknaben mit und studierte dann Gesang in Freiburg, Toronto und an der Guildhall School of Music in London. An der Bayerischen Staatsoper war er von 2015 bis 2017 Mitglied des Opernstudios und in der Spielzeit 2017/2018 Ensemblemitglied und stellte u. a. Ruggiero in La Juive, John Sorel in The Consul und Scherasmin in Oberon dar. Seit 2018 gehört er dem Ensemble der Staatsoper Stuttgart an und debütierte dort als Dottore Malatesta in Don Pasquale, gefolgt von Pantalone (Die Liebe zu den drei Orangen) und Marcello (La Bohème). Im März 2019 wurde er von Rolando Villazón bei Arte im Rahmen der Sendung Stars von morgen vorgestellt.
Seit 2019 trat er überwiegend als Interpret großer Rollen in Opern von Mozart in Erscheinung, beginnend mit seinem Debüt als Guglielmo in Così fan tutte mit der Canadian Opera Company, Toronto. Diese Rolle stellt er dann auch in Stuttgart dar und stand dort in der Folgezeit als Graf Almaviva (Le nozze di Figaro), Papageno (Die Zauberflöte) und 2022 in der Titelrolle von Don Giovanni sowie als Figaro in Rossinis Il barbiere di Siviglia auf der Bühne.
Als Konzertsänger sang Johannes Kammler 2009 das Basssolo bei einer Aufführung von Bachs Weihnachtsoratorium durch die Augsburger Domsingknaben in der Sixtinischen Kapelle vor Papst Benedikt XVI und Bundespräsident Horst Köhler. Im Januar 2017 war er Solist bei der ersten Aufführung von Haydns Schöpfung in der Hamburger Elbphilharmonie unter Thomas Hengelbrock. Bei den Salzburger Festspielen 2018 wirkte er bei der konzertanten Wiedergabe von Gottfried von Einems Der Prozess mit. Zu seinem Konzertrepertoire zählen auch die Partie des Pilatus und die Bass-Arien in Bachs Matthäuspassion und die Bass-Solopartie in Bachs H-Moll-Messe.
Als Liedsänger gestaltete er im Mai 2018 im Rahmen der Münchner Konzertreihe Liederleben gemeinsam mit Katharina Ruckgaber (Sopran) und Akemi Murakami (Klavier) das Italienische Liederbuch von Hugo Wolf. Vier ernste Gesänge von Hanns Eisler sang er mit Begleitung durch ein Streichorchester beim Münchner Hidalgo-Festival 2020. Weiterhin zählen Schuberts Zyklen Die schöne Müllerin und Winterreise zu seinem Repertoire.

## Preise und Auszeichnungen
- 2017: 2. Preis beim Wettbewerb Neue Stimmen der Bertelsmann-Stiftung[23]
- 2018: Trude Eipperle Rieger-Preis für Gesangstalente[24]
- 2019: Musikförderpreis des Bezirks Schwaben[25]